# Florencio Amador Gutiérrez Guigui
Florencio Amador Gutiérrez Guigui (24 de octubre de 1980 en Ciudad de México, México) es un ex deportista, empresario y columnista mexicano; de padre español y madre mexicana.   
Actualmente funge como directivo presidente del Club Deportivo Inter Playa del Carmen de la Liga Premier y Liga TDP, pertenecientes a la Federación Mexicana de Futbol. Además de ser el director general del Instituto del Deporte en Solidaridad, Quintana Roo. Previamente se desempeñó como vicepresidente del equipo de béisbol Tigres de Quintana Roo de la Liga Mexicana de Béisbol. También fue director del deporte de Cancún. Además, de ser promotor de lucha libre profesional independiente, promotoría LLC.  
Es director general desde el 2019 del Grupo Editorial Latitud 21, medio de comunicación a cargo de las revistas Proyecto Brújula, Latitud 21 y Cancún iTips.  
Fue candidato suplente a la Presidencia Municipal de Benito Juárez (Cancún) para la administración 2024-2027.  

## Formación educativa y deportiva
Formado en el sistema lasaliano, es Licenciado en Administración de Empresas Turísticas por la Universidad La Salle Cancún, institución de la que fue presidente de su Asociación de Egresados por 7 años del 2004 al 2011. Además, cuenta con varios diplomados y cursos de especialización.  
En la rama del basquetbol escolar fue campeón nacional universitario (Inter sedes) en dos ocasiones con los Huracanes de La Salle Cancún; y a nivel de deporte profesional en la Liga de Baloncesto Sureste (LBS) y en la Liga Mayor de Quintana Roo fue jugador de los Dorados de Playa del Carmen, Marineros de Cozumel y Aluxes de Cancún, equipo del cual fungió como su presidente desde el 2004 al 2008. 
En el 2022 incursa en tomar la certificación de la Escuela Nacional para Directores Técnicos (ENDIT) de la FMF: Licencias C, B y A. Además, la Licencia Pro culminada en 2024.  

## Trayectoria laboral
En 2005 asumió como director general del Consejo Municipal de la Juventud y Deporte de Benito Juárez, Cancún, donde creció alrededor del 30% la infraestructura deportiva y mantuvo a Cancún como principal motor deportivo en el estado de Quintana Roo; además le tocó el paso del Huracán Wilma, teniendo posterior una gran respuesta de gestión en beneficio del deporte. Su administración deportiva gubernamental fue parteaguas para la llegada de los deportes profesionales a la ciudad como los Tigres de LMB, el Atlante de la entonces primera división, los hoy extintos Pioneros de la LNBP, el auge del boxeo profesional, solo por mencionar algunos de los máximos circuitos deportivos de paga del país. Organizador de tres ediciones (2005, 2006 y 2007) del Maratón Internacional Nocturno de Cancún y miembro del comité organizador del medio Maratón de Playa del Carmen 2023. 
De 2008 a 2017 se desempeñó como vicepresidente del equipo de béisbol Tigres de Quintana Roo del Grupo IUSA, institución deportiva en la que contribuyó en la clasificación a 10 playoffs, 4 finales (2009, 2011, 2013 y 2015) Series del Rey y 3 campeonatos (2011, 2013 y 2015) de la Liga Mexicana de Bésibol, así como en la organización de 2 Juegos de Estrellas (2009 y 2014), además de hacer un significativo trabajo de involucramiento social y mediático con la afición. Adentrado en la administración deportiva se comienza a desarrollar desde el 2015 como empresario de lucha libre profesional, con su promotora Lucha Libre Cancún, LLC.
En 2019 fue propuesto candidato para ser presidente de la Liga Mexicana de Béisbol, llegando hasta al último filtro en Monterrey.
A mediados del 2021 fue designado como presidente del Club Deportivo Inter Playa del Carmen, año que lleva al club de fútbol, después de 18 años en el circuito, a su primera final de la otrora segunda división, hoy Liga Premier, y logra el subcampeonato del Apertura 2021. En 2022 consigue que por primera ocasión el Inter Playa, ingrese al Torneo de Copa de los circuitos Premier y TDP, llamada Copa Conecta, en su primera incursión logra el título para la organización playense ante el Club Calor de Monclova. Luego de 20 años conquista el Inter Playa, otra vez un campeonato avalado por la FMF.  
En el Clausura 2023 de la Liga Premier llega de nueva cuenta a la final de Liga y logra el subcampeonato ante el Tampico Madero; siendo su tercera final en año cuatro meses. 
En 2022, durante la administración de la presidenta municipal Lili Campos Miranda, asumió la dirección general del Instituto del Deporte del Municipio de Solidaridad. Teniendo un responsable desarrollo del fomento y promoción del deporte en la entidad, lo que lo llevó a ser distinguidos por el Instituto Nacional para el Federalismo y Desarrollo Municipal de la Secretaría de Gobernación por el programa Activate y Renuevate por Solidaridad 2023.Así como ese mismo año, por la Confederación Deportiva Mexicana (CODEME), reconociendo el trabajo coordinado con y por el deporte organizado, teniendo comunión con las asociaciones deportivas de la entidad. Además, es miembro de la Federación Mexicana de Cronistas Deportivos (FEMECRODE).
Cabe mencionar que entre el 2002 hasta el 2011 tuvo varios cargos en la industria restaurantera local, fue presidente, vicepresidente, secretario general y vocal de la Cámara Nacional de la Industria de Restaurantes y Alimentos Condimentados, Delegación Cancún (CANIRAC). Lo anterior dado que su familia ha estado en el rubro restaurantero desde 1985, en Cancún y Playa del Carmen.

## Columnista de opinión y analista deportivo
En el año 2008 comenzó a escribir en medios impresos locales como el extinto diario El Periódico y también en el periódico Quequi. Posteriormente tuvo la oportunidad de escribir a nivel nacional para el periódico La Razón de México. En la actualidad colabora en ContraRéplica y en La Afición de Grupo Milenio con su columna de opinión. Además, ha sido invitado como analista en diferentes programas deportivos como Nación ESPN, W Radio, TDN, ESPN Deportes, entre otros.